# 미니

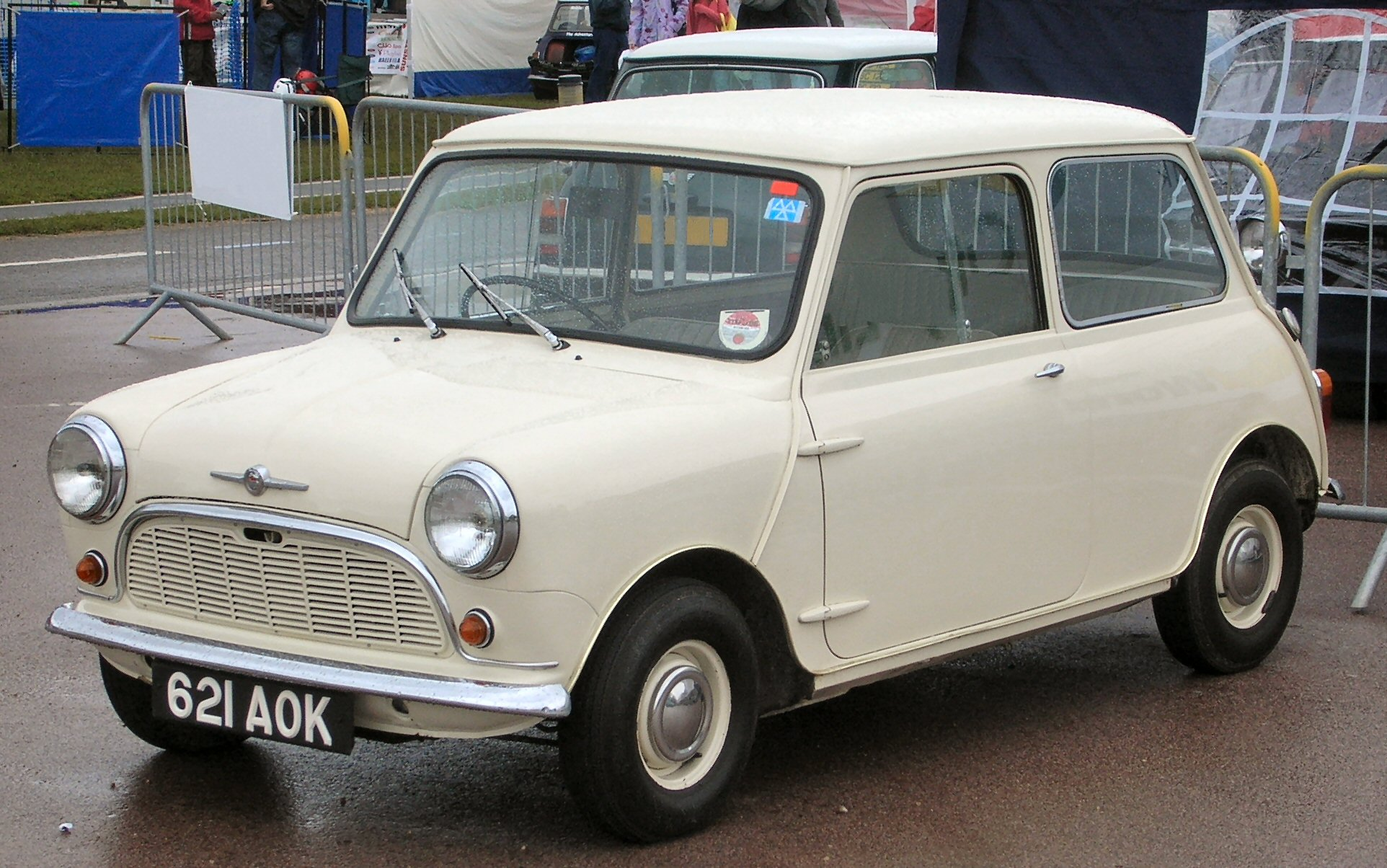

미니(Mini)는  영국의 브리티쉬 모터 코퍼레이션(The British Motor Corporation, BMC)에서 1959년부터 2000년까지 생산한 소형 3도어 전륜구동 해치백 자동차이다. BMW 산하에 들어간 이후 2001년에 출시한 신형 미니가 대신할 때까지 영국에서 생산한 자동차 중에 가장 인기가 많았다.

## 개요
미니는 1960년대를 대표하는 아이콘이자 소형 3도어 전륜구동 해치백 모델로 세계 자동차 역사의 한 세대를 장식했다. 미니는 비틀과 함께 북아메리카에서 많은 인기를 모았다.
미니의 독특한 3도어 스타일은 브리티쉬 모터 코퍼레이션(BMC)의 알렉 이시고니스 경이 디자인했다. 미니는 영국의 Longbridge와 Cowley 공장에서, 오스트레일리아에서는 시드니에 위치한 Victoria Park / Zetland 공장에서 생산되었다. 나중에 스페인, 벨기에, 칠레, 이탈리아, 포르투갈, 남아프리카 공화국, 우루과이, 베네수엘라, 유고슬라비아에서도 생산되었다. 미니는 마크 I(Mark I)이란 모델로 시작해서 마크 II(Mark II), 클럽맨(Clubman), 마크 III(Mark III)로 업그레이드되어 출시되었다. 이런 다양한 종류의 모델들은 고급 모델(estate car), 픽업 트럭(pickup truck), 밴(van), 그리고 마차 형태의 jeep 형태의 미니 모크(Mini Moke) 등을 포함한다. 미니 쿠퍼(Mini Cooper)와 쿠퍼 S(Cooper "S")는 스포츠 버전으로 몬테 카를로 랠리(Monte Carlo Rally)에서 3번 우승하는 등 경주용 차량으로도 성공을 거뒀다.
미니는 오스틴 앤드 모리스(Austin and Morris)의 브랜드로 출시되었다가 1969년 독자적인 모델로 바뀌었다.
1995년 영국 런던에서 브라이튼까지 각종 미니 차량으로 퍼레이드를 펼친 것에서 유래한 "미니 런" 행사가 있으며, 대한민국에는 BMW가 미니 브랜드를 런칭한 이후 2006년에 소개되었다.

## 미디어 등장
- 1969년 영화 《이탈리안 잡》에서 찰리 크로커(마이클 케인) 일당이 훔친 금괴를 운반할 때 3대의 미니들을 사용한다. 《이탈리안 잡》은 2003년에 리메이크되었으며, 신형 미니가 등장한다.
- 1987년 만화  《시티 헌터》에서 주인공 사에바 료의 애마로 미니가 등장한다. 1968년식 오스틴 미니쿠퍼이다.
- 1987년 만화 원작 애니메이션 《아기공룡 둘리》에서 고물상에 있는 차량으로 등장한다. 역시 둘리 일당(둘리, 도우너, 영희)이 비행 모드와 잠수 모드로 마개조하여 탑승하지만, 오히려 다른 차량을 치고 박는 등 엄청난 피해를 내었다. 또한 2009년 아기공룡 둘리에도 등장하나, 운전자가 고양이를 보고 멈추려다가 그만 제어하지 못해 전화 박스를 들이받고 파손되는 차량으로 나온다.
- 영국 BBC의 코미디 《미스터 빈》에서 주인공 미스터 빈의 차로 미니가 등장한다.
- 2002년 영화 《본 아이덴티티》에서 주인공 제이슨 본(맷 데이먼)은 미니를 몰고 경찰들의 추적을 따돌린다.
- 2019년 애니메이션 《시크릿 쥬쥬: 별의 여신》에서 쥬쥬 가족의 차로 등장한다.

## 같이 보기
- BMW 미니